# 愛宕通祐
愛宕 通祐（おたぎ みちやす/みちます）は、幕末の公卿。官位は権中納言。

## 経歴
山城国京都で権大納言・中院通知の子として生まれ、権中納言・愛宕通典と敦子（桜井供敦八女）の養子となる。文化8年（1811年）9月に元服し左京権大夫に任じられた。侍従、参議、右近衛権中将を歴任し、慶応3年12月（1868年1月）に権中納言に任じられた。
また、安政5年（1858年）廷臣八十八卿列参事件に子の通致と共に加わった。

## 系譜
- 父：中院通知
- 養父：愛宕通典
- 養母：敦子 - 桜井供敦八女
- 妻：善子 - 清水正久の娘
  - 養子：愛宕通致（子爵、父：庭田重基）[2]
    - 養孫：愛宕通旭（久我建通三男）[2]